# Forest Hills, Kentucky
Forest Hills är en stad i Jefferson County, Kentucky, USA. År 2000 hade orten 494 invånare. 2010 var invånarna 444 till antalet. Den har enligt United States Census Bureau en area på 0,8 km², allt är land.

### Fotnoter
1. ↑  ”Forest Hills city, Kentucky” (på engelska). American Factfinder. 14 mars 2010. Arkiverad från originalet den 12 februari 2020. https://archive.today/20200212234526/http://factfinder.census.gov/faces/nav/jsf/pages/community_facts.xhtml#none. Läst 14 september 2015.